# Fenbufene
 Fenbufene  è una molecola appartenente alla classe dei farmaci antinfiammatori non steroidei (FANS). Il farmaco è dotato di proprietà di tipo analgesico, antinfiammatorio e antipiretico. Trova indicazione nella riduzione del dolore e della flogosi associata a malattie muscoscheletriche e reumatologiche. Il farmaco non è reperibile in Italia.

## Farmacodinamica
Il meccanismo d'azione di fenbufene è da imputare alle proprietà inibitorie della biosintesi delle prostaglandine: viene così impedita la produzione di mediatori dell'infiammazione (e del dolore) come le prostacicline e le prostaglandine.
La ridotta sintesi di prostaglandine è secondaria alla inibizione da parte del farmaco dell'enzima prostaglandina-endoperossido sintasi conosciuta anche come ciclossigenasi. L'inibizione determinata dal farmaco non è specifica e pertanto coinvolge sia la ciclossigenasi 1 (COX-1) che la ciclossigenasi 2 (COX-2).

## Farmacocinetica
Fenbufen dopo somministrazione orale viene assorbito dal tratto gastrointestinale. La concentrazione plasmatica massima (Cmax) viene raggiunta entro 1-2 ore dalla assunzione. L'emivita del farmaco si aggira intorno alle 10 ore.

## Usi clinici
Il farmaco viene impiegato nel trattamento sintomatico del dolore, da lieve a moderato. In particolare nella terapia della artrite reumatoide, spondilite anchilosante, osteoartrosi, nella dismenorrea, nel dolore dentale e nel dolore post-operatorio.

## Effetti collaterali ed indesiderati
In corso di trattamento con fenbufene gli effetti avversi più spesso evidenziati sono di natura gastrointestinale e comprendono: dispepsia, secchezza delle fauci, nausea, vomito, flatulenza, diarrea o costipazione, dolore addominale, gastriti.
È relativamente frequente la comparsa di disturbi della cute e del tessuto sottocutaneo tra cui eruzioni cutanee, rash, orticaria, sindrome di Stevens-Johnson.
Altri effetti avversi segnalati sono cefalea, insonnia, capogiro, vertigini, broncospasmo, ematuria.

## Controindicazioni
Il farmaco è controindicato in soggetti con ipersensibilità nota al principio attivo oppure ad uno qualsiasi degli eccipienti. È inoltre controindicato in soggetti con anamnesi di ulcera peptica attiva oppure di emorragia e perforazione intestinale dopo assunzione di FANS. Deve esserne evitato l'utilizzo anche da parte delle donne che si trovano nell'ultimo trimestre di gravidanza e nelle donne che allattano al seno.
Poiché la sicurezza del farmaco non è stata determinata in età pediatrica ne è sconsigliato l'utilizzo in questa fascia d'età.

## Dosi terapeutiche
Nei soggetti adulti la dose giornaliera raccomandata è di 600–900 mg, suddivisa in tre somministrazioni.  Il dosaggio deve essere regolato a seconda della gravità del disturbo e la risposta del paziente. Come per altri FANS gli effetti avversi possono essere ridotti con il ricorso alla più bassa dose efficace e per la più breve durata possibile di trattamento.

## Interazioni
- Chinoloni (ciprofloxacina, enoxacina, prulifloxacina ed altri): la contemporanea somministrazione con fenbufene può incrementare, sia pure raramente, il rischio di crisi convulsive. Per questo motivo questa associazione dovrebbe essere precauzionalmente evitata.